# Club Deportiu Tortosa
El Club Deportiu Tortosa és el primer club de futbol de la ciutat de Tortosa i el seu primer equip milita actualment a la segona divisió catalana. Va ser fundat a l'abril de 1909 i compta amb més de 650 socis. Juga al camp d'herba artificial (105x68) de l'estadi municipal Josep Otero de Tortosa, situat al barri de Ferreries.
Per a la temporada 2010-2011 disposava d'un pressupost de 300.000 €, dels quals 108.000 € es destinen al primer equip.

## Història
Segons l'historiador esportiu Enrique Viñas, el club neix el 1909 quan uns operaris anglesos que treballaven a la fàbrica de llum La Canadiense, encapçalats per Mr. Salt, primer entrenador de l'equip, van començar la seva activitat amb pilotes que portaven d'Anglaterra. Els jugadors procedien de dues entitats: el Team Club, vinculat a la penya ciclista de la ciutat, i el Team Principal, del Teatre Principal. Els primers partits es van jugar a la plaça de bous mentre que el primer matx contra un equip d'entitat es va jugar contra el Tarragona. Posteriorment el CD Tortosa, que inicialment va ser denominat Futbol Club Tortosa, va adquirir uns terrenys als accessos a la ciutat per la carretera de L'Aldea per fer-hi el seu camp. L'any 1914 el club passa a anomenar-se Esport Club Tortosa i el segon camp s'ubica a la plaça del Carrilet, davant d'on avui hi ha el CAP el Temple. El 1921 es fusiona amb una altra entitat i passa a dir-se Imperial Tortosa Esportiu. Finalment, el 1934 adopta el nom amb el qual és conegut fins avui: Club Deportiu Tortosa.
Altres clubs de la ciutat havien estat el FC Ateneu (vinculat a l'Ateneu de Tortosa), Ibèric CF (vinculat al Patronat de la Sagrada Família i desaparegut el 1925), que van dominar l'escena futbolística tortosina durant els anys vint, la Penya Cervantes del Bar Cervantes i també coneguda per Unió Esportiva Tortosa, Hispano, i el Caçadors de Tortosa. Cal recordar també el Renfe de Tortosa, i la Immaculada de Tortosa. Cal destacar especialment al Dertusa FC, vinculat al Centre Unió Republicana, que jugava al barri de Ferreries, i que va ser el principal equip de la ciutat durant els anys trenta, època en què va participar en els Campionats catalans Amateur. Els seus èxits es van interrompre amb motiu de la Guerra Civil i va desaparèixer. Acabada la guerra, el CD Tortosa el va rellevar com a principal representant del futbol tortosí.
L'equip va començar en competició oficial de lliga a la 2a territorial la temporada 1942-1943, any en què es va inaugurar l'Estadi Municipal de Ferreries. El 15 d'agost de 1942 s'hi disputà el primer partit, però la inauguració oficial no tingué lloc fins al 23 de maig de 1943, amb una sèrie d'actes i el partit entre el CD Tortosa i el Club Deportiu Acer de Sagunt.
La temporada 1969-1970 l'estadi va estrenar l'enllumenat artificial, que va permetre de celebrar partits nocturns, gràcies a l'adquisició de quatre pals de 25 metres d'alçada provinents de l'antic camp de la Creu Alta de Sabadell.
El CD Tortosa ha estat set temporades a Primera territorial, 9 a regional Preferent, 7 a Primera divisió catalana i 44 a Tercera Divisió, sent la màxima categoria assolida. Després del Club Esportiu Europa, amb 48 temporades (incloent-hi l'actual 2011-2012), és juntament amb el Club Esportiu Júpiter, i el Girona Futbol Club, l'equip català que més anys ha estat a 3a. En quatre ocasions va estar a punt de pujar de categoria.

## Presidents[calcitació]
Han estat presidents del club: Francisco Sanz Domingo, Juan Borrás, Joan Martí Gracia, José Obalat Calvo, José Llorca Seguí, Pascual Santamaría Catalá, Manuel Castellà Goday, Salvador Moreno Baeza, Manuel Franch Cohi, Manuel Vega Álvarez, Lluís Saporta, i darrerament
- 1980-1984 Joan Vidal Pla
- 1984-1986 Jordi Angelats
- 1986-1993 Enrique Viñas Latorre
- 1993-1996 Pedro Pérez
- 1996-2000 Pere Bonfill
- 2000-2002 Joaquim Vallès Dalmau
- 2002-2007 Vicent Lluesma Davos
- 2007-2010 Santi Pelejà Anguera
- 2010-2013 Joaquim Rambla
- 2014-2018 Arturo Llorca
- 2018-actualitat Mariano Curto

## Entrenadors
| - 1980-1982 José Otero - 1982-1983 Miguel Alonso Herrera - 1983-1983 José Otero - 1983-1984 José Ignacio López Sanjuán - 1984-1986 José Otero - 1986-1988 Paco Llangostera - 1988-1988 Fernando García-Ramos - 1988-1988 Celestino Lázaro - 1988-1990 Paco Llangostera - 1990-1990 José Luis Tarazona - 1990-1992 Antonio Navarro "Tonín" |  | - 1992-1993 García Andoaín - 1993-1993 Juanjo Rovira - 1993-1994 Paco Llangostera - 1994-1996 Ignasi Rojas - 1996-1996 Rafa Martínez i José Subirats - 1996-1997 Luis García - 1997-2000 Jordi Fabregat Valmaña - 2000-2000 Xavier Cid Ortal - 2000-2002 Jordi Fabregat Valmaña - 2002-2002 Juanjo Rovira Berengué - 2002-2003 Jordi Fabregat Valmaña |  | - 2003-2004 Guillermo Camarero - 2004-2006 José Luis Guerra - 2006-2006 Jordi Borràs - 2006-2007 Xavier Cid Ortal - 2007-2007 Isaac Fernández - 2007-2009 Carlos Alós Ferrer - 2009-2009 Ramon Coch - 2009-2010 Sergi Domènech - 2010-2010 Albert Viñas - 2010-2012 Carlos Blanch - 2012-2013 Xavier Cid Ortal - 2013-2015 Fernando Crespo |

| - 2015-2015 Hilari Rodríguez - 2015-2016 Dani Sereno - 2016-2016 David Escandell - 2016-2017 Àngel Garcia - 2017-2017 Nacho Pérez - 2018-2018 Dani Gimeno - 2018-2018 Víctor Vera - 2018-actualitat German Inglés |

## Palmarès[calcitació]
Lliga
La temporada 1949-1950 va ser subcampió de Tercera Divisió, i després de jugar una fase final en format de lligueta es va enfrontar en partit únic al Club de Futbol Badalona, que defensava la seva plaça a Segona Divisió. El partit disputat a Lleida va acabar amb un contundent 6-1 pels badalonins.
No seria fins a les temporades 1954-1955 i 1955-1956 que tornà a disputar la lligueta d'ascens a Segona Divisió, però CD Mestalla primer i Llevant UD després van ser els equips vencedors.
Més darrerament, la temporada 1997-1998, el CD Tortosa va disputar la lligueta d'ascens a Segona Divisió B, la qual va ser guanyada pel Cartagonova.
En el seu palmarès destaquen quatre subcampionats de Tercera Divisió en la dècada daurada del club (temporades 1949-1950, 1951-1952, 1954-1955 i 1955-1956), així com dos campionats de regional preferent (1989-1990 i 2004-2005), i tres campionats de Primera Regional (1948-1949, 1960-1961 i 1980-1981).
Tornejos d'Espanya
Ha participat set vegades a la Copa del Rei (en aquella època Copa del Generalísimo), corresponents a les edicions de 1948, 1970 (va arribar fins a la quarta eliminatòria caient eliminat per la UD Salamanca amb un resultat global de 3-2), 1971, 1972, 1973, 1974 i 1975. En dues ocasions ha participat en la Copa Federació (1946 i 1952). És en aquesta competició quan el Tortosa ha arribat més lluny en un torneig del K.O. d'àmbit estatal, caient a les semifinals per 5-3 davant la UD Orensana en l'edició de 1952, després d'haver eliminat equips com el RCD Mallorca i CA Osasuna.
Tornejos de Catalunya
En 13 ocasions ha participat en la Copa Catalunya, a les edicions de 1984, 1987, 1988, 1990, 1991, 1992, 1993, 1994, 1995, 1996, 2002, 2004 i 2006. També va aconseguir ser subcampió el 1962 del Trofeu Moscardó, en el qual va participar nou cops (1958, 1959, 1960, 1962, 1964, 1965, 1966, 1967 i 1968), perdent la final al Camp de Les Corts contra el CD Comtal per 3-1.
Ha jugat la Copa Catalana en quatre ocasions(1946, 1947, 1948 y 1964), arribant també a la final el 1947, perdent contra el FC Barcelona per 6-4 al camp del Parc d'Esports del Guinardó. També ha participat una vegada a la Copa President (1969).

Records històrics
- Victòria més àmplia a casa: CD Tortosa - CF Ulldecona 10-2 (Segona Regional 1942-1943)
- Victòria més àmplia a fora: CE Mataró - CD Tortosa 1-7 (Tercera Divisió 1949-1950)
- Derrota més àmplia a casa: CD Tortosa - CE Júpiter 0-7 (Tercera Divisió 2000-2001)
- Derrota més àmplia a fora: CF Badalona - CD Tortosa 10-0 (Primera Regional 1944-1945)

- Màxima diferència de gols a favor: +62 (111 a favor - 49 en contra) (Primera Regional 1948-1949)
- Record de gols a favor: 119 gols (Primera Regional 1960-1961)
- Màxima diferència de gols en contra: -39 (43 a favor - 82 en contra) (Tercera Divisió 1988-1989)
- Record de gols en contra: 82 gols (Preferent 1977-1978 i Tercera Divisió 1988-1989)

## Equip[calcitació]
Per les seves files han passat jugadors, posteriorment, han triomfat en lligues de més categoria com:
- Vicente Pascual "Pahuet" (Elx CF, Osasuna, Sevilla, i internacional absolut dos cops)
- Josep Antó (Espanyol, València, Jaén)
- José Otero (Linense, Nàstic, i Girona FC)
- Paco Llangostera (Nàstic, FC Barcelona, Terrassa, Palencia i Puebla de Mèxic)
- Víctor Curto (Huesca, Sant Andreu, Terrassa, CE Alcoià, Girona FC)
- Jordi Fabregat (Terrassa, Andorra, Hèrcules, Córdoba, Yeclano, internacional juvenil i Sub-21)
- Angel Rangel (Reus Deportiu, Girona FC, Sant Andreu, Terrassa, Swansea City)
- Edu Albàcar (Espanyol B, Novelda, Alacant, Hèrcules, Alavés, Rayo Vallecano, Elx CF)

El màxim golejador de l'equip ha estat José Luis Margalef amb 165 gols. A més, també ha estat el qui més partits ha jugat amb la samarreta tortosina amb un total de 387. Segueixen a Margalef: José Otero (379), Joaquín Ricart (351), Pepe Torres (332), Josep Ferrando (290), Ramon Descarrega (285), Sergi Cid (279), Manolo Castellà (270), Manolo Adell (265), Robert Cantó (264), Paco (251), Casiano pare (247), Juanjo Panisello (247), David Cid (246), Daniel Tafalla (245), Llobet (244), Michel Otero (244), Josep Ismael Antó (239), Mariano Toha (231), Antonio López Morales (227), Rafa Martínez (223), Yiyi (220), Amador Barberà fill (218), Pedro Moreno "Pedrín" (211), Capilla (207), González (206), Anguera (204), Sancho (204), i Amador Barberà pare (200).

## Temporades
| - 1942-1943: 2a Regional Campió - 1943-1944: 1a Regional B Subcampió - 1944-1945: 1a Regional A 3r - 1945-1946: 3a Divisió 4t - 1946-1947: 3a Divisió 8è - 1947-1948: 3a Divisió 13è - 1948-1949: 1a Regional A Campió - 1949-1950: 3a Divisió Subcampió - 1950-1951: 3a Divisió 5è - 1951-1952: 3a Divisió Subcampió - 1952-1953: 3a Divisió 13è - 1953-1954: 3a Divisió 12è - 1954-1955: 3a Divisió Subcampió - 1955-1956: 3a Divisió Subcampió - 1956-1957: 3a Divisió 8è - 1957-1958: 3a Divisió 11è - 1958-1959: 3a Divisió 9è - 1959-1960: 3a Divisió 15è - 1960-1961: 1a Regional Campió - 1961-1962: 3a Divisió 11è - 1962-1963: 3a Divisió 10è - 1963-1964: 3a Divisió 7è - 1964-1965: 3a Divisió 12è - 1965-1966: 3a Divisió 11è - 1966-1967: 3a Divisió 9è - 1967-1968: 3a Divisió 9è |  | - 1968-1969: 3a Divisió 6è - 1969-1970: 3a Divisió 6è - 1970-1971: 3a Divisió 14è - 1971-1972: 3a Divisió 12è - 1972-1973: 3a Divisió 9è - 1973-1974: 3a Divisió 10è - 1974-1975: 3a Divisió 20è - 1975-1976: Preferent 11è - 1976-1977: Preferent 16è - 1977-1978: Preferent 19è - 1978-1979: 1a Regional 11è - 1979-1980: 1a Regional 6è - 1980-1981: 1a Regional Campió - 1981-1982: Preferent 3r - 1982-1983: 3a Divisió 17è - 1983-1984: 3a Divisió 19è - 1984-1985: Preferent 8è - 1985-1986: Preferent 10è - 1986-1987: Preferent Subcampió - 1987-1988: 3a Divisió 12è - 1988-1989: 3a Divisió 19è - 1989-1990: Preferent Campió - 1990-1991: 3a Divisió 9è - 1991-1992: 3a Divisió 12è - 1992-1993: 3a Divisió 17è - 1993-1994: 3a Divisió 14è |  | - 1994-1995: 3a Divisió 12è - 1995-1996: 3a Divisió 9è - 1996-1997: 3a Divisió 5è - 1997-1998: 3a Divisió 4t - 1998-1999: 3a Divisió 11è - 1999-2000: 3a Divisió 12è - 2000-2001: 3a Divisió 17è - 2001-02: 1a Div. Catalana 4t - 2002-2003: 3a Divisió 17è - 2003-04: 1a Div. Catalana 18è - 2004-2005: Preferent Campió - 2005-06: 1a Div. Catalana 10è - 2006-07: 1a Div. Catalana 14è - 2007-08: 1a Div. Catalana 10è - 2008-09: 1a Div. Catalana 10è - 2009-10: 1a Div. Catalana 15è - 2010-11: 1a Div. Catalana 11è - 2011-2012: 1a Catalana grup 2 17è - 2012-2013: 2a Catalana grup 6 6è - 2013-2014: 2a Catalana grup 6 3è - 2014-2015: 2a Catalana grup 6 8è - 2015-2016: 2a Catalana grup 6 2n - 2016-2017: 2a Catalana grup 6 campió - 2017-2018: 1a Catalana grup 2 18è - 2018-2019: 2a Catalana grup 6 |  |  |

## Classificació històrica
El CD Tortosa en les seves 44 temporades a Tercera Divisió ha jugat 1564 partits, dels quals ha guanyat 614, empatat 304 i perdut 646. Compta amb 2451 gols a favor i 2452 en contra, obtenint 1636 punts en la classificació històrica de Tercera Divisió.
Finalitzada la temporada 2010-2011, el Tortosa està situat en la cinquena posició de la classificació històrica de Tercera que no té en compte aquells equips que han militat en categories superiors.
|   | Club             | Anys | PJ   | Pts  | PG  | PE  | PP  | GF   | GC   |
| - | ---------------- | ---- | ---- | ---- | --- | --- | --- | ---- | ---- |
| 1 | CD Salmantino    | 44   | 1616 | 1961 | 652 | 429 | 535 | 2272 | 1898 |
| 2 | C.At.Monzón      | 43   | 1546 | 1784 | 597 | 379 | 570 | 2330 | 2307 |
| 3 | CD Oberena       | 40   | 1452 | 1665 | 540 | 354 | 558 | 2070 | 2054 |
| 4 | CP Villarrobledo | 31   | 1178 | 1640 | 508 | 355 | 315 | 1713 | 1192 |
| 5 | CD Tortosa       | 44   | 1564 | 1636 | 614 | 304 | 646 | 2451 | 2452 |